# Lewis M. Allen
Lewis Maitland Allen Jr. (* 27. Juni 1922 in Winchester, Virginia; † 8. Dezember 2003 in New York City) war ein US-amerikanischer Film- und Theaterproduzent. Er wurde mit drei Tony Awards ausgezeichnet.

## Leben und Wirken
Lewis Allen wuchs zunächst auf einer Farm in Clifton nahe Berryville in Virginia auf. Sein Vater war ein wohlhabender Arzt und betrieb dort eine Pferdezucht. Außerdem unterhielt er eine Geburtshilfe-Praxis in Winchester. Dorthin zog die Familie später um und Allen besuchte die örtlichen Schulen. Danach studierte er bis 1946 an der University of Virginia. Während des Zweiten Weltkriegs diente er beim American Field Service (AFS). Er fuhr Krankentransporter in Afrika, Italien, Frankreich und Deutschland und half nach der Befreiung des KZ Bergen-Belsen bei den Aufräumarbeiten. Beim AFS lernte er den Theaterproduzenten Robert Whitehead (1916–2002) kennen, der in der gleichen Einheit war. Sie wurden Freunde und arbeiteten später regelmäßig zusammen.
Nach dem Krieg gab Whitehead Allen eine Stelle in seinem New Yorker Büro. Allen fasst bald Fuß am Broadway, zunächst ab 1952 als Assistent, unter anderem von Regisseur Harold Clurman (1901–1980). Um 1961 gründete er mit Dana Hodgdon die Produktionsfirma Allen-Hodgdon, Inc., danach sein eigenes Unternehmen Lewis Allen Productions. Seine erfolgreichste Broadway-Produktion war das Musical Annie, das von 1977 bis 1983 lief und über 2000 mal aufgeführt wurde. Weitere Erfolge hatte er mit Master Class und I'm Not Rappaport. Allen gilt als Produzent von Theaterstücken mit hoher Qualität, der seine künstlerischen Vorlieben vor kommerziellen Erfolg setzte.
In den 1960er Jahren begann Allen als Filmproduzent tätig zu werden, wobei er häufig Theaterstücke adaptierte (z. B. The Connection, Der Balkon). Zu seinen bekanntesten Filmen gehören der Science-Fiction-Film Fahrenheit 451 und zwei Verfilmungen des Romans Herr der Fliegen.
Allen war von 1955 bis zu seinem Tod mit der Drehbuchautorin und Produzentin Jay Presson Allen verheiratet, die er über Whitehead kennengelernt hatte. Sie arbeiteten gemeinsam an mehreren Broadwaystücken. Aus der Ehe ging eine Tochter hervor.
Allen starb mit 81 Jahren an Pankreaskrebs.

## Auszeichnungen
- 1964: Nominierung für Tony Award in der Kategorie Best Producer (Dramatic) (The Ballad of the Sad Cafe)
- 1964: Nominierung für Tony Award in der Kategorie Bestes Theaterstück (The Ballad of the Sad Cafe)
- 1965: Nominierung für Tony Award in der Kategorie Best Producer of a Play (Slow Dance on the Killing Ground)
- 1965: Nominierung für Tony Award in der Kategorie Best Producer of a Musical (Half a Sixpence)
- 1965: Nominierung für Tony Award in der Kategorie Best Musical (Half a Sixpence)
- 1977: Tony Award in der Kategorie Bestes Musical (Annie)
- 1986: Tony Award in der Kategorie Bestes Theaterstück (I'm Not Rappaport)
- 1986: Nominierung für Tony Award, in der Kategorie Beste Wiederaufnahme (Theaterstück oder Musical) (The Iceman Cometh)
- 1986: Drama Desk Award in der Kategorie Outstanding Play (A Lie of the Mind)
- 1996: Tony Award in der Kategorie Bestes Theaterstück (Master Class)
- 1996: Drama Desk Award in der Kategorie Outstanding Play (Master Class)

## Theaterproduktionen (Auswahl)
- 1961: Big Fish, Little Fish
- 1964: The Ballad of the Sad Cafe
- 1964: Slow Dance on the Killing Ground
- 1965: Half a Sixpence
- 1977–1983: Annie
- 1983–1985: My One And Only
- 1985–1988/2002: I'm Not Rappaport
- 1989–1991: A Few Good Men
- 1989–1990: Tru
- 1991: The Big Love
- 1995–1997: Master Class

## Filmografie
- 1961: The Connection
- 1963: Der Balkon (The Balcony)
- 1963: Herr der Fliegen (Lord of the Flies)
- 1966: Fahrenheit 451
- 1968: The Queen
- 1971: Menschen hinter Gittern (Fortune and Men's Eyes)
- 1983: Wenn die Wölfe heulen (Never Cry Wolf)
- 1985: Black Cats
- 1985: 1918
- 1986: On Valentine's Day
- 1987: Swimming to Cambodia
- 1987: Mit Volldampf nach Chicago (End of the Line)
- 1989: Miss Firecracker
- 1990: Herr der Fliegen (Lord of the Flies)